# Jurinia gagatea
Jurinia gagatea là một loài ruồi trong họ Tachinidae.